# Тијана Максимовић (глумица, 1961)
Тијана Максимовић Бошњак (Нови Сад, 6. јун 1961) српска је глумица.

## Биографија
Рођена је 6. јуна 1961. године у Новом Саду. Дипломирала је глуму 1985. године на Академији уметности у Новом Саду. Била је у сталном ангажману у Позоришту младих четири и по године, а у Српском народном позоришту је од 1. марта 1990. године. Поред бројних улога у позоришту, водила је свечано отварање Бранковог кола 20 година, прославу 50 година рафинерије, прославу Института за ратарство и повртарство, програм солунских добровољаца поводом годишњице Пробоја солунског фронта, била је учесник омажа Мики Антићу у Руском дому 2008, водитељ додела Годишњих награда СНП-а, као и члан жирија Сусрета професионалних позоришта лутака Србије. Остварила је улоге и у филмовима и ТВ серијама.

## Улоге у позоришту
У Српском народном позоришту:
- Долња земља Ђорђа Лебовића у режији Дејана Мијача, 1981.
- Асистенткиња мађионичара — Глорија Ранка Маринковића у режији Желимира Орешковића, 8. јун 1984.
- Лилипутански народ — Козодер у акцији по Јовану Јовановићу Змају у адаптацији и режији Ратка Радивојевића, 21. децембар 1989.
- Британија — Краљ Лир Вилијама Шекспира у режији Љубише Ристића, 29. март 1990.
- Контеса Белепш — Карлос II омађијани Питера Барнса у режији Горана Вукчевића, 30. јун 1990.
- Филенета — Жене у народној скупштини Аристофана у адаптацији и режији Бранка Плеше, 2. фебруар 1991.
- Међу јавом и мед сном Лазе Костића у адаптацији Петра Марјановића и режији Радослава Миленковића, 11. април 1991.
- Јелена — Очеви и оци Слободана Селенића у режији Славенка Салетовића, 19. април 1991.
- Хаве — Виолиниста на крову Џозефа Стејна у режији Воје Солдатовића, 1992.
- Катица (уместо Лидије Стевановић) — Кир Јања Јована Стерије Поповића у режији Љубослава Мајере, 1992.
- Соја распуштеница — Госпођа министарка Бранислава Нушића у режији Бранка Поповића, 10. децембар 1993.
- Наталија Ивановна — Три сестре Антона Павловича Чехова у режији Љубослава Мајере, 29. април 1995.
- Марта — Вашар таштине (испит студената друге године глуме) у режији Бранка Плеше и Ане Цвијановић Јајчанин, 1996.
- Ида — Слепи миш Јохана Штрауса у режији Јована Ристића, диригент Бојан Суђић, 28. јануар 1997.
- Емилија — Опасне везе Шодерлоа де Лаклоа и Кристофера Хемптона у адаптацији и режији Душана Петровића, 22. фебруар 1997.
- Марија — Роб љубави Ивана М. Лалића у режији Жанка Томића, 4. октобар 1997.
- Глумци певају, Брехту у част и познате песме из најпознатијих светских мјузикала, Весна Предојевић и Светозар Саша Ковачевић, 1997. и 1998.
- Гизела Лебесхајм — Вере и завере Александра Тишме у адаптацији и режији Душана Петровића, 3. октобар 1998.
- Госпа Геза (подводачица) — Мера за меру Вилијама Шекспира у режији Дејана Мијача, 22. децембар 1998.
- Њања — Евгеније Оњегин Александра Сергејевича Пушкина у адаптацији и режији Бранка Плеше, 21. фебруар 2000.
- Патриша — Крајности Вилијама Мастросимонеа у режији Александра Гајина, 15. април 2000.
- Ма — Паклена поморанџа Ентонија Берџеса у режији Ивана Церовића, 20. октобар 2001. у сарадњи са трупом Дупло дно
- Мари Луиз — Казанова Дејвида Греига, у режији Ђурђе Тешић, премијера 12. фебруара 2002.
- Павица болничарка — Смртоносна мотористика Александра Поповића у режији Жанка Томића, 11. октобар 2002.
- Сара — Покондирена тиква Јована Стерије Поповића у режији Ксеније Крнајски, 10. фебруар 2004.
- Кловн — Пипи Дуга Чарапа Круна Ципција у кореографији и режији Ика Отрина, 2005.
- Водитељка — Кварна карма Ивана Правдића у режији Марка Каћанског (Пројекат три), 23. мај 2005.
- Пук — Сан летње ноћи Вилијама Шекспира у адаптацији и режији Кокана Младеновића, од сезоне 2005/06.
- Јеца — Пошто-пото посланик Косте Трифковића у режији Ратка Радивојевића – Брод театар, 2006.
- Маркиза — Повратак Казанове Артура Шницлера у режији Ане Томовић; 6. март 2007.
- Зинаида — Иванов Антона Павловича Чехова у режији Предрага Штрпца; 5. и 6. октобар 2007.
- Госпођа Радовановић — Је ли било кнежеве вечере Виде Огњеновић, 2008.
- Риа — Као да Бранка Димитријевића у режији Предрага Штрпца, 2009.
- Насртаји на њен живот Мартина Кримпа у режији Анђелке Николић, 2009.
- Клариса — Тајни дневник Вирџиније Вулф у режији Милене Павловић Чучиловић, 2010.
- Кучкарка — Барбело, о псима и деци Биљане Србљановић у режији Предрага Штрпца, 30. април 2010.
- Драгана — Добар дечак Милана Марковића у режији Предрага Штрпца, 7. фебруар 2011.
- Јулка — Урнебесна трагедија Душана Ковачевића у режији Маје Гргић, 6. октобар 2011.
- Дора Банер — Најављено убиство Агате Кристи у режији Ксеније Крнајски, 20. март 2012.
- Певачица — Приче из бечке шуме Едена фон Хорвата у режији Иве Милошевић, 16. мај 2012.
- Тетка Даца — Госпођа министарка Бранислава Нушића у режији Радослава Миленковића, 24. јануар 2014.
- Госпођа Шумиловић — Оставите поруку или Бегунци Виде Огњеновић, према мотивима романа Борислава Чичовачког, у режији ауторке, 9. мај 2014.
- Краљица Маргарета — Ивона, бургундска кнегиња Витолда Гомбровича у режији Радослава Миленковића, 23. март 2015.
- Филомена — Декамерон према мотивима Ђованија Бокача написала Ана Ђорђевић, у режији Ане Томовић, 4. децембар 2015.
- На Дрини ћуприја Иве Андрића, режија и текст Кокан Младеновић, 17, 18. и 19. марта 2016.
- Розика — Развојни пут Боре Шнајдера, у режији Предрага Штрпца, 17. маја 2016.
- Кречарка — Вечити младожења по мотивима романа Јакова Игњатовића, у режији Даријана Михајловића, 5. децембра 2016.
- Јенте, проводаџика — Виолиниста на крову, Џозеф Стејн – Џери Бок, у режији Атиле Береша, 2018.
- Јованча на путу око света, према делу Бранислава Нушића, у режији Золтана Пушкаша, 2020.
- Госпођа Круп — Мефисто, Клаус Ман, драматизација и режија Харис Пашовић, 2022.

Остале улоге:
- Вила — Пепељуга Живојина Вукадиновића у режији Мирослава Ујевића, 8. децембар 1985.
- Кабарета — Лажи-кажи из џака Павла Јанковића Шолета у режији Невене Јанковић, 12. јун 1986.
- Весели кловн — Лутка са црвеном капом Србољуба Станковића, 2. новембар 1986.
- Јангтаи — Црвено и плаво у дуги Валтера Бауера у режији Ђорђа Ђуровића, 14. децембар 1986.
- Мала ласта — Срећни принц Оскара Вајлда у режији Милана Белегишанина, 28. фебруар 1987.
- Златоруни ован у режији Јелене Ситар, 24. фебруар 1988.
- Зла краљица и асистент редитеља — Снежана и седам патуљака по браћи Грим у режији Миливоја Радаковића, 19. јун 1988.
- Конферансије — Прича о левој гуски Србољуба Станковића у режији Драгослава Тодоровића, 2. октобар 1988.
- Кловн — Чаролија Ђинђили Бунђи, колективно дело учесника у пројекту, 18. децембар 1988.
- Ана Софи — Два чина за пет жена Бјорга Вика у режији Весне Топалов, 25. новембар 2002.
- Клер — Слушкиње Жана Женеа, колективна режија, 2003.
- Варја, служавка — Јелка код Иванових Александра Веденског у режији Хариса Пашовића, 1983.
- Естер — Виктор или деца на власти Рожеа Витрака у режији Никите Миливојевића, 1984.
- Балерина — Улично позориште у режији Хариса Пашовића
- Пљување публике Петера Хандкеа, отварање Стеријиног позорја 1986.
- Кума — Велико братско шопање Звјездане Шарић у режији Зорана Шарића, 1995.
- Еротија — Менехми – близанци Плаута у режији Ратка Радивојевића, 1991.
- Враголије Бранка Радичевића, игроказ у режији Ане Цвијановић Јајчанин, 1983.
- Борка — Неуспавани кабаре Бранислава Радаковића у режији Невене Радаковић, 22. април 2000.

## Филмографија
| Год.  | Назив                          | Улога             |
| ----- | ------------------------------ | ----------------- |
| 1985. | Кво вадис?                     |                   |
| 1987. | Човек у сребрној јакни         | Девојка-мамац     |
| 1988. | Дечји бич                      | Апотекарка        |
| 1990. | Специјална редакција           |                   |
| 2007. | Мера за меру                   | Госпа Пеза        |
| 2016. | Вере и завере                  | Бабица            |
| 2023. | Пенал и сексуални живот Ане Ђ. | Психотерапеуткиња |